# Enrico Brizzi
Enrico Brizzi (Bologna, 20 novembre 1974) è uno scrittore italiano.

## Biografia
Nato e cresciuto a Bologna, figlio di Gian Paolo, docente universitario di Storia moderna, e di un'insegnante, Brizzi in passato ha dichiarato e scritto d'essere nato invece a Nizza, in Francia, da genitori italiani, nonché di essere stato studente di Fisica; nonostante abbia poi rivelato che tali affermazioni erano effettivamente false, il fatto che il suo romanzo Bastogne sia ambientato proprio a Nizza ha per molto tempo contribuito non poco ad alimentarne la presunta veridicità. Da adolescente ha frequentato il Liceo Galvani di Bologna ed è stato redattore delle fanzine Perle ai porci e River Phoenix. Ha studiato Scienze della comunicazione all'Università di Bologna, dove ha superato l'esame di semiotica avendo come professore Umberto Eco: la sua tesina sugli aspetti semiologici del fenomeno 883 gli valse il 30 e lode. Dopo aver abbandonato l'università a un esame dal completamento del ciclo, nel 2014 ha ripreso gli studi, a vent'anni dalla prima iscrizione all'ateneo bolognese, ha dato l'ultimo esame e ha conseguito la laurea con il voto di 110.
Nel 1994 vince il concorso per nuovi narratori del mensile King (ERI Edizioni Rai) e nello stesso anno, non ancora ventenne, pubblica il suo primo romanzo Jack Frusciante è uscito dal gruppo, tradotto in ventiquattro paesi e divenuto film nel 1996. Si tratta, tanto dal punto di vista del successo commerciale quanto dell'impatto sul costume giovanile, di uno degli esordi più rilevanti nella narrativa italiana del dopoguerra; il libro è fondato sulla personale esperienza di vita, tra famiglia e amici, e nel protagonista si può facilmente ravvisare lo stesso Brizzi. Dopo questo successo l'autore viene invitato al Maurizio Costanzo Show e tra il 1994 e il 1995 organizza, con l'accompagnamento musicale del gruppo bolognese dei Frida Frenner, delle letture pubbliche d'estratti del romanzo d'esordio. Dopo la chiusura di King Brizzi collabora con il periodico satirico Cuore e con la rivista Comix.
Al romanzo di esordio l'autore fa seguire Bastogne, storia del nizzardo Ermanno Claypool e dei suoi amici teppisti in rivolta contro una società perbenista. Le tematiche pulp hanno indotto erroneamente a considerare Brizzi come uno dei rappresentanti dei "Cannibali". Per promuovere il libro Brizzi presenta, tra il 1996 e il 1997, un'altra serie di reading insieme al gruppo musicale fiorentino De Glaen, con il nome comune di Sub-booteo Experience, e collabora con la stessa band scrivendo il testo e prestando la voce al brano Spageti boloniese (presente nell'album De Glaen II). Il suo terzo romanzo, Tre ragazzi immaginari (1998), è ispirato nella struttura dal racconto di Charles Dickens Canto di Natale, e tra atmosfere cronachistiche e carnascialesche medievali completa, insieme ai primi lavori, un'ideale trilogia della giovinezza. Nel 1999 vengono pubblicati il libro-intervista Il mondo secondo Frusciante Jack, curato dalla futura moglie Cristina Gaspodini, e il romanzo Elogio di Oscar Firmian e del suo impeccabile stile. 
Collabora con La Stampa e con il supplemento "Scuola" del Corriere della Sera; conduce un programma radiofonico su Radio Tre, Giornate in classe. Passa alla Arnoldo Mondadori Editore con un volume di racconti scritti insieme all'autore noir bolognese Lorenzo Marzaduri, L'altro nome del rock.
Nel 2003 pubblica Razorama, un "esperimento di cover elettrica di Joseph Conrad" ambientato in Madagascar, e sposa Cristina Gaspodini con cui avrà tre figlie.
Enrico Brizzi pubblica nel 2005 il romanzo di viaggio Nessuno lo saprà. Viaggio a piedi dall'Argentario al Conero, ispirato a una reale camminata fra Tirreno e Adriatico compiuta dall'autore l'anno precedente. Dal tour di presentazione del libro insieme alla band bolognese Frida X è nato un disco, Nessuno lo saprà. Reading per voce e rock'n'roll band.
Nel 2006 è autore di alcuni testi e produttore esecutivo (insieme ad Andrea Pallavicino) per l'album Il mondo è lucido della band Frida X. L'anno successivo scrive Fantasmi, un racconto originale ispirato alla traccia omonima dei Marlene Kuntz, presente nel booklet dell'album Uno. Nel maggio 2007 ha pubblicato il romanzo Il pellegrino dalle braccia d'inchiostro, che vede quattro amici in marcia attraverso le Alpi e decisi a fuggire da un inquietante pellegrino tedesco coperto di tatuaggi. Nel novembre 2008 ha dato alle stampe per l'editore Laterza una raccolta di sette racconti dedicata alla propria città, dal titolo La vita quotidiana a Bologna ai tempi di Vasco, ristampata due volte nel giro di quindici giorni. Sempre del 2008 è il romanzo ucronico L'inattesa piega degli eventi, ambientato nel 1960, in un mondo dove l'Italia fascista ha rotto in tempo l'alleanza con Adolf Hitler uscendo dalla seconda guerra mondiale come potenza vincitrice; si tratta del primo volume della cosiddetta Epopea fantastorica italiana.
Nel novembre 2009 pubblica il romanzo La nostra guerra, prequel de L'inattesa piega degli eventi. Nell'ottobre 2010 esce per Laterza la cronistoria La vita quotidiana in Italia ai tempi del Silvio, che ripercorre le vicende politiche e televisive degli ultimi 25 anni, contrappuntate dai racconti di prima mano dell'autore alle prese con i protagonisti della tv pubblica e privata. Dai testi nasce uno spettacolo con la band bolognese Yuguerra, che porta nella primavera 2011 alla pubblicazione del cd La vita quotidiana in Italia per l'etichetta Irma Records, ai quali partecipano in qualità di ospiti l'ex CCCP, CSI e PGR Giorgio Canali, Freak Antoni degli Skiantos, Steno dei Nabat, membri del collettivo Wu Ming e Gianluca Morozzi.
Nel maggio 2011 vengono presentati il romanzo Gli Psicoatleti, parzialmente ispirato al viaggio a piedi dell'anno precedente, e il film-documentario Italica 150, firmato dalla regista Serena Tommasini Degna. In occasione del Salone del Libro di Torino del 2012, pubblica il terzo volume di racconti per Laterza, dal titolo La legge della giungla, basato sugli anni da scout. Nella stessa primavera Brizzi presenta un nuovo circuito per camminatori denominato "Gran Giro psicoatletico d'Italia", coprendo il primo dei quattro itinerari che lo compongono: il "Giro della libertà" da Roma a Venezia, 750 chilometri sulle orme di Anita e Giuseppe Garibaldi. Il 20 novembre 2012, nel giorno del suo trentottesimo compleanno, presenta alla stampa Lorenzo Pellegrini e le donne, il terzo capitolo della Epopea fantastorica italiana. Il volume esce per Italica edizioni. Al Salone Internazionale del Libro di Torino del 2013 Brizzi presenta la raccolta di racconti L'arte di stare al mondo, in uscita per Mondadori Electa. Nella primavera dello stesso anno, è la volta del secondo viaggio a piedi del Gran Giro psicoatletico d'Italia, il "Giro delle Tre Venezie" da Venezia a Riva del Garda via Trieste e Trento, con un percorso che si snoda attraverso i luoghi-chiave della prima guerra mondiale.
Nella primavera 2014 Brizzi firma insieme alla regista Serena Tommasini Degna il documentario Alta via dei Parchi, dedicato all'omonimo percorso escursionistico istituito dalla regione Emilia-Romagna. Al Salone Internazionale del Libro dello stesso anno presenta la raccolta di racconti d'argomento ciclistico In piedi sui pedali (Mondadori), che vincerà nel luglio 2015 il Premio Bancarella Sport. Nell'autunno del 2014, pubblica per Laterza il libro illustrato per ragazzi Milo e il segreto del Karakorum, ispirato alla spedizione del 1909 del Duca degli Abruzzi; il 2 dicembre esce invece per Mondadori la biografia del ciclista Vincenzo Nibali. 
Nel 2015 pubblica per Laterza Il meraviglioso giuoco. Pionieri ed eroi del calcio in Italia (1887-1926), saggio storico di taglio narrativo dedicato ai primi quarant'anni del calcio in Italia. Nel novembre 2015 pubblica per Mondadori il romanzo Il matrimonio di mio fratello. Nel giugno 2016, in concomitanza con i Campionati europei di calcio, viene presentato il seguito de Il meraviglioso giuoco: il nuovo volume in uscita per Laterza è intitolato Vincere o morire. Gli assi del calcio in camicia nera (1926-1938). L'anno successivo esce per Ponte alle Grazie, in collaborazione con il Club Alpino Italiano, Il sogno del drago, testo narrativo che ripercorre il viaggio verso Santiago. 

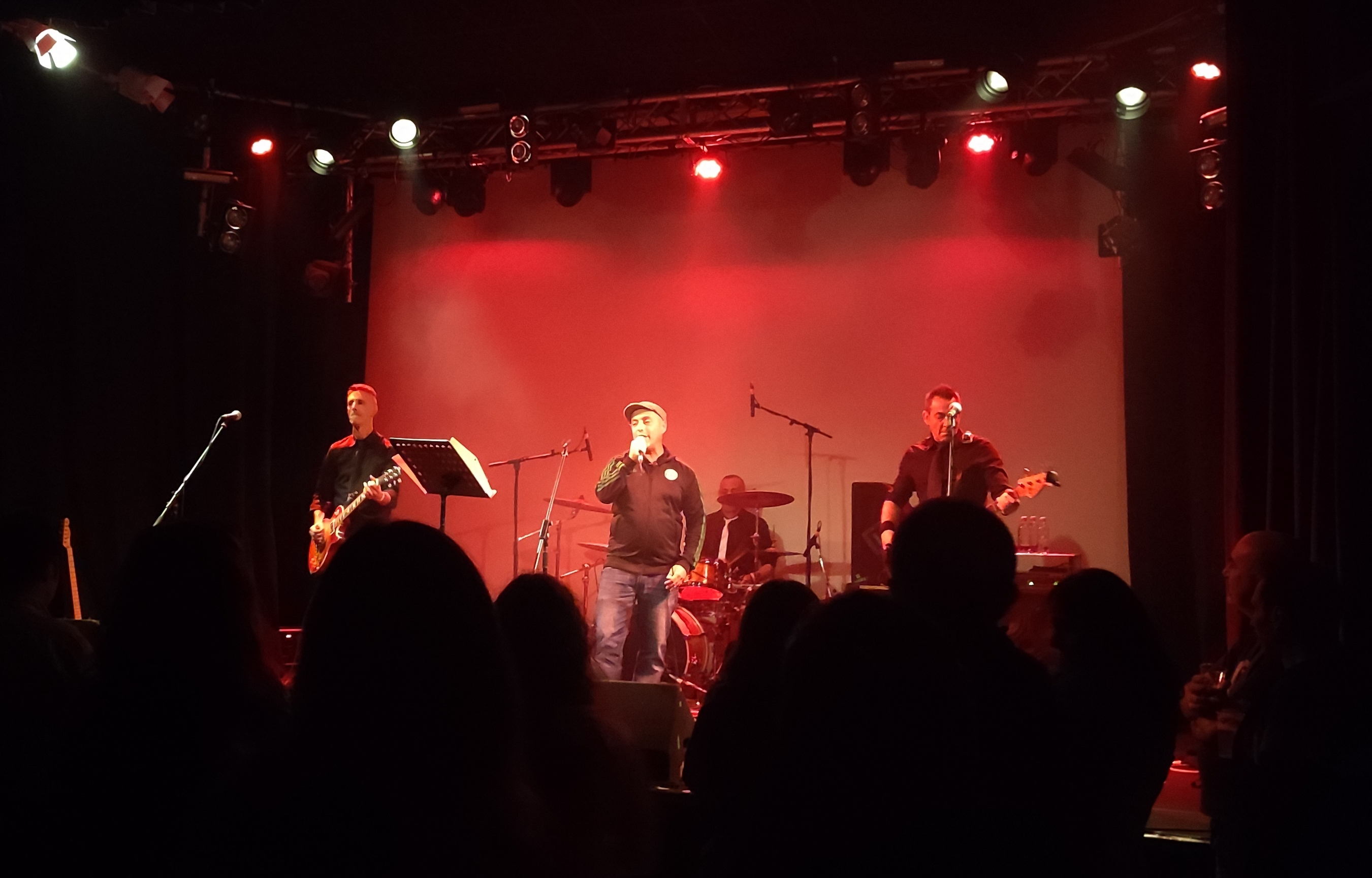
Enrico Brizzi e Yuguerra al Locomotiv Club di Bologna nel 2023

Nel 2018 pubblica per Mondadori il romanzo Tu che sei di me la miglior parte, nel quale riprende le ambientazioni bolognesi di Jack Frusciante è uscito dal gruppo. Nello stesso anno la stampa dà notizia di una causa legale riguardante il mancato versamento di parte degli assegni di mantenimento alla ex moglie.
Nell'estate 2019 pubblica il suo primo libro noir, Gli amici di una vita, per Edizioni Theoria, capitolo iniziale di una trilogia ambientata a Rimini. Nello stesso anno esce per Mondadori il romanzo Il diavolo in Terrasanta, ispirato al viaggio compiuto nel 2008, seguito nell'autunno da due volumi per ragazzi che hanno per protagonisti due futuri campioni del calcio italiano: Felix e l'estate perfetta e Pepp il mago di Porta Vittoria, entrambi pubblicati da DeA Planeta e dedicati rispettivamente a Felice Borel e Giuseppe Meazza, bandiere di Juventus e Inter. Nel 2020 pubblica per Ponte alle Grazie L’estate del Gigante, ispirato all’esperienza del Tour del Monte Bianco, e Buone notizie dal Vecchio Mondo, ispirato a un viaggio in bicicletta lungo il Danubio.. In seguito esce Il caso Fellini, secondo capitolo della trilogia noir ambientata a Rimini. Nello stesso anno collabora alla serie di podcast Cammini, in cui racconta gli itinerari italiani ed europei da percorrere a piedi. L'8 aprile 2021 è uscito il romanzo La primavera perfetta, edito da HarperCollins Italia.
Nel gennaio del 2022 Enrico Brizzi cura la traduzione del fumetto La bici di Bartali (HarperCollins Italia) di Megan Hoyt, con le illustrazioni di Iacopo Bruno. A maggio esce il libro Il fantasma in bicicletta, dedicato a Giovannino Guareschi. A fine luglio esce Gli spettri di ferragosto, ultimo capitolo della trilogia noir con l'ispettore Eva Bauer. A settembre esce L'imprevedibile mare di Milano, romanzo di viaggio. Nel 2023 Brizzi ha tratto un CD da Bastogne, composto con Yuguerra e che vede la partecipazione di Alberto "Bebo" Guidetti de Lo Stato Sociale, Van Booteo, Max Collini degli Offlaga Disco Pax, Federico Poggipollini e Steno dei Nabat. A marzo 2024 Brizzi viene insignito del premio speciale QN-Il Resto del Carlino del Ballerino Dalla «per la musicalità della sua prosa». Ad agosto 2024, in occasione del trentennale del romanzo d'esordio, ha inizio il tour nazionale del reading musicato di Jack Frusciante è uscito dal gruppo. A settembre esce Due, seguito della storia di Jack Frusciante.

## Opere

### Romanzi
- Jack Frusciante è uscito dal gruppo. Una maestosa storia d'amore e di rock parrocchiale, Ancona, Transeuropa, 1994. ISBN 88-7828-057-7.
- Bastogne, Milano, Baldini & Castoldi, 1996. ISBN 88-8089-176-6.
- Tre ragazzi immaginari, Milano, Baldini & Castoldi, 1998. ISBN 88-8089-455-2.
- Elogio di Oscar Firmian e del suo impeccabile stile, Milano, Baldini & Castoldi, 1999. ISBN 88-8089-751-9.
- Razorama, Milano, Mondadori, 2003. ISBN 88-04-51214-8.
- Nessuno lo saprà, Milano, Mondadori, 2005. ISBN 88-04-53519-9.
- Il pellegrino dalle braccia d'inchiostro, Milano, Mondadori, 2007. ISBN 978-88-04-48945-0.
- L'inattesa piega degli eventi, Milano, Baldini Castoldi Dalai, 2008. ISBN 88-6073-361-8. 2ª ed. Rimini, Theoria, 2018. ISBN 9788899997564.
- La nostra guerra, Milano, Baldini Castoldi Dalai, 2009. ISBN 978-88-6073-041-1.
- Gli Psicoatleti, Milano, Dalai, 2011. ISBN 978-88-6073-932-2.
- Lorenzo Pellegrini e le donne, Bologna, Italica Edizioni, 2012. ISBN 978-88-98133-01-7.
- O la va o la spacca. Una commedia nera, Siena, Barbera, 2013. ISBN 978-88-7899-607-6.
- Il matrimonio di mio fratello, Milano, Mondadori, 2015. ISBN 978-88-04-65236-6.
- Contento te contenti tutti, Rimini, Theoria, 2017. ISBN 978-88-99997-11-3.
- Tu che sei di me la miglior parte, Milano, Mondadori, 2018 . ISBN 978-88-04-67886-1.
- Una notte sull'Alpe della Luna, Sansepolcro, Aboca, 2019. ISBN 9788898881918.
- Gli amici di una vita, Rimini, Theoria, 2019. ISBN 978-88-99997-50-2.
- Il diavolo in Terrasanta. Viaggio per terra e per mare da Roma a Gerusalemme, Milano, Mondadori, 2019. ISBN 9788804702269.
- Il caso Fellini, Rimini, Theoria, 2020. ISBN 978-88-54981-18-8.
- La primavera perfetta, Milano, HarperCollins Italia, 2021. ISBN 978-88-69058-57-8.
- Gli spettri di ferragosto, Rimini, Theoria, 2022. ISBN 978-88-54982-39-0.
- Due, Milano, HarperCollins Italia, 2024. ISBN 979-12-5985-406-3.
- La leggenda di Anita, Milano, Ponte alle Grazie, 2024. ISBN 978-88-6833-918-0

### Narrativa di viaggio
- Il sogno del drago. Dodici settimane sul Cammino di Santiago da Torino a Finisterre, Milano, Ponte alle Grazie, 2017. ISBN 978-88-68-33718-6.
- Il cavaliere senza testa. Viaggio a piedi di un padre e delle sue figliole da Bologna alle creste d'Appennino, Milano, Ponte alle Grazie, 2018. ISBN 9788868336301
- La via dei re. Viaggio a piedi tra le residenze sabaude, Milano, Gribaudo, 2019. ISBN 9788858022160
- L'estate del Gigante. Viaggio a piedi intorno al Monte Bianco, Milano, Ponte alle Grazie, 2020. ISBN 9788833313672
- Buone notizie dal Vecchio Mondo. Viaggio a due ruote lungo il Danubio, Milano, Solferino, 2020. ISBN 9788828205043
- Il fantasma in bicicletta. All'inseguimento di Giovannino Guareschi, Milano, Solferino, 2022. ISBN 9788828208969
- L'imprevedibile mare di Milano, Milano, Ponte alle Grazie, 2022. ISBN 9788833318868

### Narrativa per ragazzi
Serie Paco
- Paco & il più forte di tutti, Trieste, EL, 1997. ISBN 88-477-0033-7.
- Paco & Graffiti, con Eleanor Nilsson, Milano, Signorelli, 1999. ISBN 88-434-0591-8.

Serie Fuoriclasse
- Pepp il mago di Porta Vittoria, Milano, De Agostini, 2019. ISBN 9788851170851.
- Felix e l'estate perfetta, Milano, De Agostini, 2019. ISBN 9788851170844.
- Amedeo l'ottavo re di Roma, Milano, De Agostini, 2020. ISBN 9788851177683.
- Carletto e il mistero del derby, Milano, De Agostini, 2020. ISBN 9788851177652.

### Raccolte di racconti
- L'altro nome del rock (con Lorenzo Marzaduri), Milano, Mondadori, 2001. ISBN 88-04-48413-6.
- La vita quotidiana a Bologna ai tempi di Vasco, Roma-Bari, Laterza, 2008. ISBN 978-88-420-8721-2.
- La vita quotidiana in Italia ai tempi del Silvio, Roma-Bari, Laterza, 2010. ISBN 978-88-420-9433-3.
- La legge della giungla, Roma-Bari, Laterza, 2012. ISBN 978-88-420-9943-7.
- L'arte di stare al mondo, Milano, Mondadori Electa, 2013. ISBN 978-88-370-9356-3.
- In piedi sui pedali, Milano, Mondadori, 2014. ISBN 978-88-04-63457-7.

### Racconti apparsi in antologia
- Adelaide..., in AA. VV., Il cielo in una stanza. Lettere d'amore e d'amicizia, Empoli, Ibiskos, 1993.
- Mio cugino Jerry è arrivato a metà settembre, in AA.VV., Iceberg. Giovani artisti a Bologna, suppl. di “Società di pensieri”, marzo 1994.
- Freaky Stiley, in My Generation. L'amicizia, la politica, il sesso, la noia, la notte, la droga, la scuola: 19 giovani esordienti raccontano la loro generazione, Torino, Nuova Eri, 1994. ISBN 8839708596.
- In verità questo è il miele, in Antonio Franchini e Ferruccio Parazzoli (a cura di), Mompracem!, Milano, Mondadori, 2002. ISBN 88-04-50352-1.
- Un titolo maraglio, in Mica male il tuo libro. Racconti e aneddoti sull'incontro-scontro con il lettore, Reggio Emilia, Aliberti, 2006. ISBN 88-7424-148-8.
- Ho visto Schiavio, in 10 scrittori per 100 anni, Argelato, Minerva, 2009. ISBN 978-88-7381-198-5.
- Il secolo nuovo, in AA. VV., A/R. Andata e racconto. Appunti di viaggio, Roma, e/o, 2023. ISBN 978-88-3357-680-0.

### Guide
- La Via di Gerusalemme. In cammino da Roma alla Città tre volte santa, con Marcello Fini, Portogruaro, Ediciclo, 2009. ISBN 978-88-88829-77-7.
- I Diari della Via Francigena. Da Canterbury a Roma sulle tracce di viandanti e pellegrini, con Marcello Fini, Portogruaro, Ediciclo, 2010. ISBN 978-88-88829-95-1.
- Italica 150. Cronache e voci da un Paese in cammino, con Marcello Fini e Samuele Zamuner, Bologna, Pendragon, 2011. ISBN 978-88-6598-081-1.
- Il Giro dell'Altipiano di Asiago, Firenze, Giunti, 2016. ISBN 978-88-09-82416-4.
- La Classica di Toscana, Firenze, Giunti, 2016. ISBN 978-88-09-82415-7.
- Il Giro del Levante ligure, Firenze, Giunti, 2016. ISBN 978-88-09-82414-0.

### Biografie
- Vincenzo Nibali, Di furore e lealtà. La mia vita raccontata a Enrico Brizzi, Milano, Mondadori, 2014, ISBN 978-88-04-64950-2.
- Enzo. Il sogno di un ragazzo, Milano, HarperCollins Italia, 2023, ISBN 979-12-5985-242-7.

### Saggi
- Il meraviglioso giuoco. Pionieri ed eroi del calcio in Italia (1887-1926), Roma-Bari, Laterza, 2015. ISBN 978-88-581-1315-8
- Vincere o morire. Gli assi del calcio in camicia nera (1926-1938), Roma-Bari, Laterza, 2016. ISBN 978-88-581-2383-6
- Nulla al mondo di più bello. L'epopea del calcio italiano fra guerra e pace (1938-1950), Roma-Bari, Laterza, 2018. ISBN 978-88-581-3193-0

### Volumi illustrati
- Lennon, Guevara, Bugatti, disegni di Sauro Ciantini, Modena, Comix, 1997. ISBN 88-8193-033-1.
- Apriti Sesamo! La vera storia di Alì Babà e i quaranta ladroni, illustrazioni di Bonvi, Bologna, Chiaroscuro-Pendragon, 2005. ISBN 88-8342-361-5.
- Bastogne. Graphic novel, disegni di Maurizio Manfredi, Milano, Baldini Castoldi Dalai editore, 2006. ISBN 88-8490-984-8.
- Vasco Comics. Quattro canzoni a fumetti, disegni di Donald Soffritti, Andrea Mutti, Alfio Buscaglia, Maurizio Rosenzweig, Modena, Panini Comics, 2008. ISBN 978-88-6346-077-3.
- Il pellegrino dalle braccia d'inchiostro, disegni di Maurizio Manfredi, Milano, Rizzoli Lizard, 2009. ISBN 978-88-17-03395-4.
- Milo e il segreto del Karakorum, illustrazioni di Luca Caimmi, Roma-Bari, Laterza, 2014. ISBN 978-88-581-1316-5.
- Un'estate italiana, disegni di Denis Medri, Modena, Panini Comics, 2018. ISBN 978-88-912-3962-4.
- Joker: il Mondo, disegni di Paolo Bacilieri, Modena, Panini Comics, 2024. ISBN 978-88-2878-949-9.

### Interviste
- Il mondo secondo Frusciante Jack, a cura di Cristina Gaspodini, Ancona, Transeuropa, 1999. ISBN 88-7828-183-2.

### Traduzioni
- Pierre Zenzius, La montagna più alta, Milano, Rizzoli, 2019. ISBN 978-88-1710-952-9.
- Megan Hoyt, La bici di Bartali, illustrazioni di Iacopo Bruno, Milano, HarperCollins Italia, 2022. ISBN 978-88-6905-950-6.

## Filmografia
Regia
- Italica150. Viaggio a piedi dall'Alto Adige alla Sicilia (2011). Regia di Enrico Brizzi e Serena Tommasini Degna; Italica edizioni[39].
- Uomo donna pietra (2012). Regia di Enrico Brizzi; Home Movies-Kiné; è il terzo episodio del film collettivo Formato ridotto[40] diretto da Antonio Bigini, Claudio Giapponesi e Paolo Simoni.
- Alta Via dei Parchi. Viaggio a piedi in Emilia-Romagna (2013). Regia di Enrico Brizzi e Serena Tommasini Degna; Articolture-Regione Emilia-Romagna-Italica edizioni[41].

Altro
- Jack Frusciante è uscito dal gruppo, regia di Enza Negroni (1996). Brizzi firma il soggetto e, insieme alla regista, Massimo Canalini ed Ennio Montanari, la sceneggiatura[42].
- MTV Storytellers - Marlene Kuntz (2006). Brizzi partecipa come ospite straordinario, insieme a Violante Placido, al programma con Marlene Kuntz e Paola Maugeri[43].
- Basta poco, di Vasco Rossi (2007). Brizzi firma la sceneggiatura del videoclip dell'omonimo singolo di Vasco Rossi, pubblicato come traccia multimediale sull'EP Vasco Extended Play[44].
- Rialzati, Bologna (2010). Attore nel videoclip del brano suo e di Yuguerra; regia di Manfredi Lucibello e produzione di Kaleidoscope Factory[45].
- Italy Unpacked - 1x01 (The Art of the Feast) (2014). Documentario prodotto dalla BBC e condotto da Andrew Graham-Dixon insieme a Giorgio Locatelli[46].
- La piazza della mia città - Bologna e Lo Stato Sociale (2020), regia di Paolo Santamaria. Intervento nel documentario sul gruppo musicale bolognese Lo Stato Sociale[47][48].

## Discografia
Album in studio
- 2006 – Nessuno lo saprà. Reading per voce e rock'n'roll band (con Frida X), Blackcandy
- 2009 – Il pellegrino dalle braccia d'inchiostro (con Numero6), The Prisoner
- 2011 – La vita quotidiana in Italia (con Yuguerra), Irma Records
- 2023 – Bastogne (con Yuguerra), To Lose La Track

EP
- 2020 – Split, Blackcandy

Singoli
- 2010 – Silvio Summer (con Yuguerra), Loggia Deviata
- 2016 – La prima di campionato (come Luvanor insieme a Michele Bitossi e FiloQ; feat. Willie Peyote)
- 2023 – Cousin Jerry (con Yuguerra)
- 2023 – Zirudela del Bologna (con Yuguerra)
- 2023 – La notte di Natale (con Yuguerra)

Apparizioni
- 1996 – De Glaen, Spageti boloniese

## Premi e riconoscimenti
Riconoscimenti singoli
- Premio Ballerino Dalla – Premio speciale QN-Il Resto del Carlino (2024)[35]

Riconoscimenti per opere
Per Jack Frusciante è uscito dal gruppo:
- Finalista Premio Campiello (1995)[49]
- Premio Bergamo (1995)[50]
- Premio Fregene – Narrativa giovani, Opera prima (1996)[51]

Per Il pellegrino dalle braccia d'inchiostro:
- Premio Procida-Isola di Arturo-Elsa Morante (2007)[52]

Per L'inattesa piega degli eventi:
- Finalista Premio Dessì (2008)[53]

Per In piedi sui pedali:
- Premio Bancarella Sport (2015)[54]